# 薩氏盤唇鱨
薩氏盤唇鱨，為輻鰭魚綱鯰形目倒立鯰科的其中一種，為熱帶淡水魚，分布於非洲肯亞維多利亞湖西部淡水流域，體長可達10公分，棲息在底中層水域，生活習性不明。

## 扩展阅读
維基物種上的相關：薩氏盤唇鱨